# Junkers F 24
Junkers F 24 – niemiecki samolot transportowy firmy Junkers. 

## Historia
Był przeróbką modeli Junkers G 23 oraz Junkers G 24 i zarazem pierwszym samolotem transportowym wyprodukowanym przez tę wytwórnię. W przeciwieństwie do wymienionych maszyn posiadał jeden silnik, dzięki czemu też zmniejszono rozpiętość skrzydeł. Używany był przez Lufthansę od przełomu 1928 i 1929. Pierwszy start modelu F 24 odbył się z szosy Dessau - Kolonia.
Montowano w nim silniki BMW VIu (wersja F24ko), BMW VIIau (wersja F24 kau), Junkers Jumo 4 (wersja F24kay) oraz Junkers F04, z czego najlepiej sprawdzały się te ostatnie. Silnik Jumo 4 zamontowano w grudniu 1931 a maszyna w niego wyposażona kursowała na linii Berlin - Amsterdam.